# María Carolina Geel
María Carolina Geel, seudónimo de Georgina Elena Silva Jiménez (Santiago, 18 de agosto de 1913 - 1 de enero de 1996) fue una escritora y crítica de literatura chilena. Catalogada como una mujer muy controvertida tanto por su propuesta narrativa irreverente y atrevida, como por protagonizar uno de los crímenes más conocidos de la época, llevado a cabo en el Hotel Crillón.

## Vida personal
Nació en una familia de clase media acomodada. fue la menor de 6 hermanos y su padre falleció cuando Georgina tenía solo un año de edad. Posterior a la muerte de su padre la situación económica de la familia se vio mermada. Sus estudios solo alcanzaron al primer ciclo de Humanidades, en distintos establecimientos. A los 13 años de edad sus intereses la conducen a la Escuela de Bellas Artes, donde se propuso estudiar Escultura y Dibujo, estudios que tampoco finalizó. Aun así desde muy pequeña mostró ser una lectora infatigable, autodidacta, con solo 14 años años leía a autores como Nietzsche, Cervantes, Dostoyevski, Proust, Gide, Rilke entre varios más. confesaría más tarde que no podría determinar que autores la inspiraban a escribir porque había leído demasiados.
En 1926, con 15 años de edad, contrae matrimonio con Pedro Echeverría Muñoz, un funcionario de investigaciones que ejercía en un juzgado de la capital. De este matrimonio nace su primer y único hijo, Sergio Alejandro Echeverría Silva, en San Vicente de Tagua-tagua el 4 de abril de 1932. Sin embargo, tiempo después y por motivos desconocidos, la pareja se divorció. tanto su hijo como su ex marido se radicaron en México.
Luego de su primer fracaso matrimonial, buscando independencia económica, María Carolina ingresa a trabajar como taquígrafa en el Consejo de la Caja de Empleados Públicos y Periodistas, puesto que desempeñó con eficiencia hasta 1952. Durante este periodo, mientras vivía en un departamento de providencia en la calle Las Palmas 2212, departamento 24, empezó a escribir, convencida de que en esta tarea se realizaría plenamente.
Se casó por segunda vez con un hombre llamado René Cárdenas, un médico del de que poco se sabe y del que más tarde también se divorció.
María Carolina padecía Hiperestesia aguda.  lo que le causaba fuertes dolores físicos.
En 1950, mientras trabajaba en la Caja de Empleados Públicos conoce a Roberto Pumarino Valenzuela, un joven empleado que se desempeñaba como segundo jefe de la sección máquinas de la caja de empleados Públicos y Periodistas, militaba en el Partido Socialista y era dirigente de la Asociación Gremial de los Empleados Fiscales. apodado cariñosamente "don Puma" por sus compañeros y amigos.
A pesar de que Pumarino estaba casado y tenía un hijo, ambos comenzaron un romance aun cuando la diferencia de edad era notoria, ella tenía 37 y él 27. 

## Obra

### Ficción
Se presentó como novelista con El mundo dormido de Yenia (1946), que tuvo una recepción bastante dividida entre los lectores. Posteriormente, publicó Extraño estío (1947), relato que lleva a la ficción la vida de una mujer divorciada, Soñaba y amaba al adolescente Perces (1949), El pequeño arquitecto (1956) y Huida (1961).
Una de las características de sus obras es la importancia que le da a la interioridad femenina como una construcción de género. Al mismo tiempo su literatura demostraba la lucha que esta representaba por la liberación de la mujer tanto social como intelectual.

### Crítica literaria
Inició esta labor con la publicación del libro: Siete escritoras chilenas (1949) en la que demostró cuánto dominaba el tema y su minuciosa lectura. En este libro buscó el compromiso con su propio género y con las escritoras literarias como antes no se había hecho. Desde ese momento enfatizó su trabajo en la lectura crítica de obras escritas por mujeres como de por escritores no canónicos de la época.
Periódicamente publicó sus escritos en diarios como El Mercurio, La Crónica, la revista Atenea y el semanario PEC (Política, Economía y Cultura).
Alone, uno de los escritores de la época, alabó la obra de esta escritora y, además, fue su más fiel admirador, según sus propias declaraciones. También se relacionó con otras escritoras conocidas del momento como Gabriela Mistral, Amanda Labarca y María Monvel, y, en sus últimos años, con el poeta Eugenio Cruz Vargas y otros.

## El crimen del Hotel Crillón
En febrero de 1955, Pumarino enviudó debido a que su esposa sufrió un derrame cerebral.Él habría intentado separase pero su esposa le negó la anulación. Después de enviudar le pidió a María Carolina que se casara con él, sin embargo la escritora lo habría rechazado debido a los dos fracasos matrimoniales que había sufrido. A raíz de esto Pumarino se habría comprometido con otra mujer, más joven que María Carolina, llegando a fijar la fecha de la ceremonia para el 13 de mayo del mismo año.
El martes 12 de abril de 1955, La escritora salió de su departamento céntrico rumbo a la farmacia de calle Moneda 941, en la esquina con Matías Cousiño. El analgésico para su hiperestesia estaba agotado. Justo al frente, en la vereda del cine Cervantes, vio un depósito de armas nacionales. Caminó unos pasos hacia el local, pero se le ocurrió que la oficina de ferrocarriles debía cerrar temprano, necesitaba averiguar sobre los horarios de trenes a Mendoza, ya que estaba planeando emprender un viaje a Argentina y cambió el rumbo. Supo que el tren salía el viernes a las seis de la mañana. En el trayecto volvió a pensar en la pistola y decidió volver al depósito de armas, le mostraron varios modelos, pero le parecieron caros. A la vuelta de la cuadra, en el paseo Ahumada, encontró en otra armería una pistola baby browning belga calibre 6.35, un arma de fuego semiautomática, pequeña y compacta, con cargador de 6 cartuchos. pagó por ella y volvió caminando a su departamento.
El miércoles 13, María Carolina llama a Pumarino para concertar una cita, acordaron tomar el té, a las 5 de la tarde, al día siguiente en el conocido Hotel Crillón.
El 14 de abril de 1955, a eso de las 4 y media de la tarde, Roberto Pumarino arribó al Hotel ubicado en Agustinas 1035, entre las calles bandera y Ahumada. Subió las escaleras de mármol, se adentró al exclusivo salón del té, pidió una mesa y encendió un cigarrillo mientras esperaba. Era la hora punta del Crillón. Políticos, beatos, siúticos, escritores. El murmullo de la vida social ensamblado con un vals de Schubert. En una esquina tomaba once el escritor Perico Müller ("Perceval"). En la mesa contigua, la poetisa Matilde Ladrón de Guevara ("Mi patria era su música") charlaba con su hermana Lucía.
Geel llegó quince minutos más tarde con un largo abrigo beige y su carterita de cuero. Se sentó frente a Pumarino, en una mesa al rincón del elegante salón. pidieron té y comenzaron a conversar calmadamente. Una media hora más tarde Pumarino pidió la cuenta, sin embargo antes de que pudiera pagar, María Carolina Geel sacó del bolsillo derecho de su abrigo (otros dicen que de su cartera) el arma que había comprado 2 días antes y la percutó 5 veces contra su amante. el primer disparó directo en a su boca; el último en el hígado. Se desató entonces la histeria en el lujoso salón. griterío, tazas rotas, gente aterrada escondiéndose bajo las mesas o huyendo de la pomposa habitación. Sin embargo María Carolina, sin mayor contemplaciones se abalanzó al cuerpo sin vida de su amante, tomó su cara entre sus manos y lo besó en la boca, dejando que la sangre manchara su alcurnioso abrigo y se aferró a su joven amante hasta el arribo de carabineros.

La escritora Matilde Ladrón de Guevara explicó:
"Se sentaron en la mesa vecina a la mía, a un metro de mi silla. Ella tenía una cara dura, dramática. No escuché discusiones. Casi en secreto ella le hablaba. De pronto escuché el primer disparo. Sentí el viento de la bala sobre mi cabeza y me lancé sobre la mesa. Luego oí cuatro balazos más. Toda la gente se lanzó bajo las mesas; algunas huyeron. Hubo silencio.

Luego de 20 segundos, la mujer se acercó al cadáver sangrante y lo besó en la boca. Un carabinero la retiró. Fue impresionante ver cómo ella estaba bañada en sangre".
Otro testigo fue el garzón que atendió aquella tarde a la pareja, Roberto de la Fuente Sáez declaró:
"Ella (Geel) estaba un poco exaltada. Conversaron tres cuartos de hora. Cuando ella hizo fuego, yo estaba a un metro de distancia. No la vi sacar el arma. Todo fue tan rápido que no alcancé a intervenir. El no alcanzó a pagar la cuenta, Deberé hacerlo yo"
Pocos minutos después, cuando llegaron policías y periodistas, ella seguía aferrada al cuerpo ensangrentado. Al ser retirada por carabineros la sangre de su víctima bañaban su cara y sus manos, dejando al descubierto la macabra escena. Se entregó a carabineros sin oponer resistencia y al abandonar el Hotel cubrió su rostro ensangrentado con el cuello de su abrigo, tratando de ocultarse de los fotógrafos.

Tras ser conducida ante el titular del Primer Juzgado del Crimen de Santiago, atinó a decir:
"Señor juez, yo quería a Roberto."
Aún a día de hoy es motivo de discusión cuales fueron los motivos reales que la llevaron a cometer el crimen. a lo largo de la historia se ha especulado por parte de la prensa y se han hecho análisis por parte de expertos desde psicólogos hasta escritores, y las teorías van desde los celos hasta desequilibrios mentales. lo cierto es que la escritora nunca reveló su motivación.

## Condena e indulto
En primera instancia declaró que no pensaba matar a Roberto Pumarino, y que había comprado el arma para suicidarse. Finalmente renunció a defenderse y fue condenada por el tribunal a 541 días de prisión. Más tarde la sexta sala de la Corte de Apelaciones la sentenció a 3 años y 1 día de prisión en la Cárcel Correccional del Buen Pastor, ya que se concluyó que si bien Georgina Silva actuó con un control disminuido de sus impulso, no se encontraba totalmente privada de razón. Ella aceptó el fallo sin inmutarse.
El convento penitenciario estaba ubicado en calle Lira 133. Cumpliendo aquí su condena, y animada por su fiel amigo Alone, escribió una de sus más exitosas novelas, Cárcel de mujeres (1956), que causó una gran impresión y abrió paso a una literatura oscura que se asemejaba tanto a la testimonial como a la de la ficción, afianzando la realidad de las mujeres encarceladas. Esta también es considerada la primera obra con tintes lésbicos de la literatura chilena.
El 13 de agosto de 1956 Gabriela Mistral fue persuadida por el escritor José Santos González Vera y Hernán Díaz Arrieta, Alone, para que la poetiza solicitara al presidente el indulto para María Caralina Geel.
Mistral, por entonces cónsul de Chile en Nueva York, le envió la petición al presidente Carlos Ibáñez del Campo para María Carolina.

La misiva expresaba:
«Honorable Señor Presidente:
Ruego a Vuestra Excelencia una subida gracia conociendo a la vez la piedad y la magnanimidad vuestra, Señor Presidente.
Respetuosamente suplicamos a Vuestra Excelencia indulto cabal para María Carolina Geel, que deseamos mujeres hispano-americanas. Será esta una gracia inolvidable para todas nosotras.
Dígnese Usía oír este pedido que hacemos llenas de esperanza, y mande a vuestras servidoras las cuales aguardan con ansiedad vuestra respuesta que siempre fue noble y justiciera en casos como el presente.
Vuestra leal servidora,

Gabriela Mistral».
El Presidente Ibáñez no demoró en responder:
"(...). Sepa, mi estimada amiga, que en el mismo momento que usted formuló su petición, ésta era un hecho atendido y resuelto (...). Considere, pues, ya indultada a María Carolina Geel."
Cabe destacar que, según las cartas enviadas entre Gabriela Mistral, Gonzales Vera, Alone y la misma Geel, la mayoría de ellas digitalizadas y archivadas en la Biblioteca Nacional, la poetiza nunca conoció los acontecimientos por los cuales se le pidió interceder, dado que en ninguna de sus cartas se menciona el crimen cometido por Geel, y a su vez Geel no respondió a las cartas enviadas por la poetiza.
En septiembre de 1956, habiendo cumplido casi la mitad de su sentencia, 534 días (1 año, 4 meses y 10 días) de cárcel, y gracias al apoyo de círculos de intelectuales, como la Sociedad de Escritores de Chile, la escritora no tuvo que cumplir la totalidad de su condena y, ya libre, prosiguió con su profesión desde un lugar más apartado de la sociedad.